# Ihor Dolhow

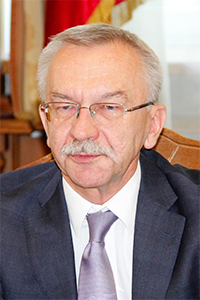
Ihor Dolhow, 2016

Ihor Oleksijowytsch Dolhow (ukrainisch Ігор Олексійович Долгов; * 6. Juni 1957 in Slawuta, Ukrainische SSR) ist ein ukrainischer Diplomat.

## Leben
Dolhow studierte an der Taras-Schewtschenko-Universität in Kiew. Er schloss das Studium 1980 als Philologe und Ph.D. in Linguistik ab. Von 1980 bis 1992 war er als Assistent an der Universität im Bereich für Russische Sprache und der Methodik des Fremdsprachenunterrichts tätig.
Im März 1992 wechselte er in das ukrainische Außenministerium und arbeitete zunächst als erster Sekretär, ab März 1993 dann als Berater in der Informationsabteilung. Bereits im April 1993 wurde er stellvertretender Berater im Kabinett des Außenministers. Dolhow ging dann im September 1994 als Berater an die ukrainische Botschaft in Finnland. Im Oktober 1997 wurde er, bis November zunächst kommissarisch, stellvertretender Leiter der Abteilung für politische Analyse und Planung im Außenministerium. Im Dezember 2000 übernahm er die Funktion als stellvertretender Leiter der Hauptdirektion für Außenpolitik der ukrainischen Präsidialverwaltung. Es folgte eine Tätigkeit als Direktor der Abteilung für Politik und Sicherheit. Zugleich leitete er die Direktion für politische Analyse und Information.
Im April 2002 wurde er ukrainischer Botschafter in der Türkei, bis er im Juli 2004 als stellvertretender Außenminister in die Ukraine zurückkehrte. Im Januar 2006 wurde er als Botschafter nach Deutschland an die Ukrainische Botschaft in Berlin entsandt. Er wurde dann im Mai 2008 Leiter der Hauptdirektion für Außenpolitik im Sekretariat des Präsidenten der Ukraine, bis er im Februar 2009 Ambassador at Large in der Abteilung für Informationspolitik des Außenministeriums wurde. Im Juli 2010 wurde er Botschafter in Belgien und Luxemburg sowie ständiger Vertreter bei der NATO. Diese Funktion hatte er bis Juni 2015 inne. Nachdem er von 2015 bis 2017 stellvertretender ukrainischer Verteidigungsminister mit der Zuständigkeit für europäische Integration war, übernahm er im Februar 2017 das Amt als ukrainischer Botschafter in Georgien.
Dolhow spricht auch Englisch und Französisch.